# The Gods
The Gods var en brittisk progressiv rockgrupp bildad 1965 av Ken Hensley. 
I den ursprungliga gruppen ingick förutom Hensley (sång, gitarr, keyboard) Mick Taylor (gitarr), John Glascock (bas, sång) och Brian Glascook (trummor). Taylor lämnade gruppen 1967 för att gå vidare till John Mayall's Bluesbreakers och senare till The Rolling Stones. Hensley träffade basisten Paul Newton, vars far var musikdirektör, och ombildade gruppen med Newton, John Konas (bas) och Lee Kerslake (trummor). Newton lämnade gruppen och ersattes av basisten Greg Lake, som även han lämnade gruppen 1968 för att bilda King Crimson, just när man skulle spela in sitt första album. John Glascook återvände till gruppen och man spelade in albumet Genesis. När det andra albumet To Samuel a Son gavs ut 1969 hade gruppen redan upplösts och övergått till Toe Fat. John Glascock spelade senare i Jethro Tull och Newton, Kerslake och Hensley i Uriah Heep.

## Diskografi
Studioalbum
- 1968 – Genesis
- 1969 – To Samuel a Son

Samlingsalbum
- 1976 - The Gods Featuring Ken Hensley
- 1989 - The Very Best Of The Gods Featuring Ken Hensley

Singlar
- 1968 - Baby's Rich / Somewhere In The Street
- 1969 - Hey Bulldog / Real Love Guaranteed
- 1969 - Maria / Long Time, Sad Time, Bad Time